# Royal and Ancient Golf Club of St Andrews

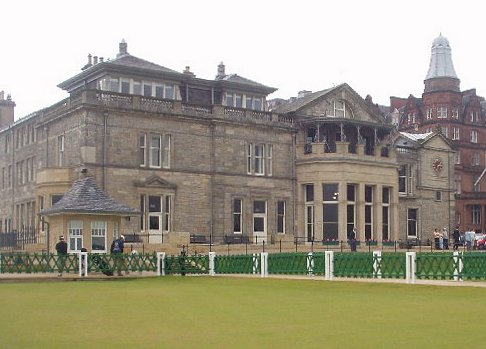
Budynek klubowy

Royal and Ancient Golf Club of St Andrews – jeden z najstarszych klubów golfowych (najstarszym jest Honourable Company of Edinburgh Golfers w Muirfield), zlokalizowany w St Andrews w Fife (Szkocja), uważany za ojczyznę golfa.

## Historia
Klub powstał w 1754 jako Stowarzyszenie golfistów z St Andrews, lokalny klub golfowy, który szybko zyskał na znaczeniu. Gdy w 1834 król Wilhelm IV Hanowerski (który przed objęciem tronu nosił tytuł Księcia Clarence i St. Andrews) został jego patronem, klub zyskał obecną nazwę. W 1897 stowarzyszenie skodyfikowało reguły gry w golfa i przez następne 30 lat było zapraszane do organizowania turniejów na innych polach.

## Obecnie

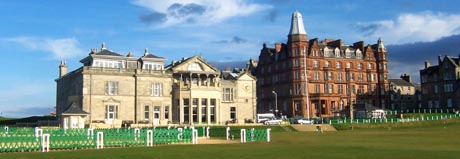
Royal & Ancient Golf Clubhouse i Hamilton Hall

Obecnie klub ma 2400 członków z całego świata. Mimo że budynek klubowy stoi tuż za obszarem tee pierwszego dołka pola Old Course, klub nie jest właścicielem żadnego z pól, a jego członkowie muszą dzielić dostęp z członkami lokalnych klubów i gośćmi. Odpowiedzialność za zarządzanie polami leży w gestii St Andrews Links, organizacji charytatywnej będącej właścicielem wszystkich pól w St Andrews.